# Vòng xuyến Solidarity in Łódź

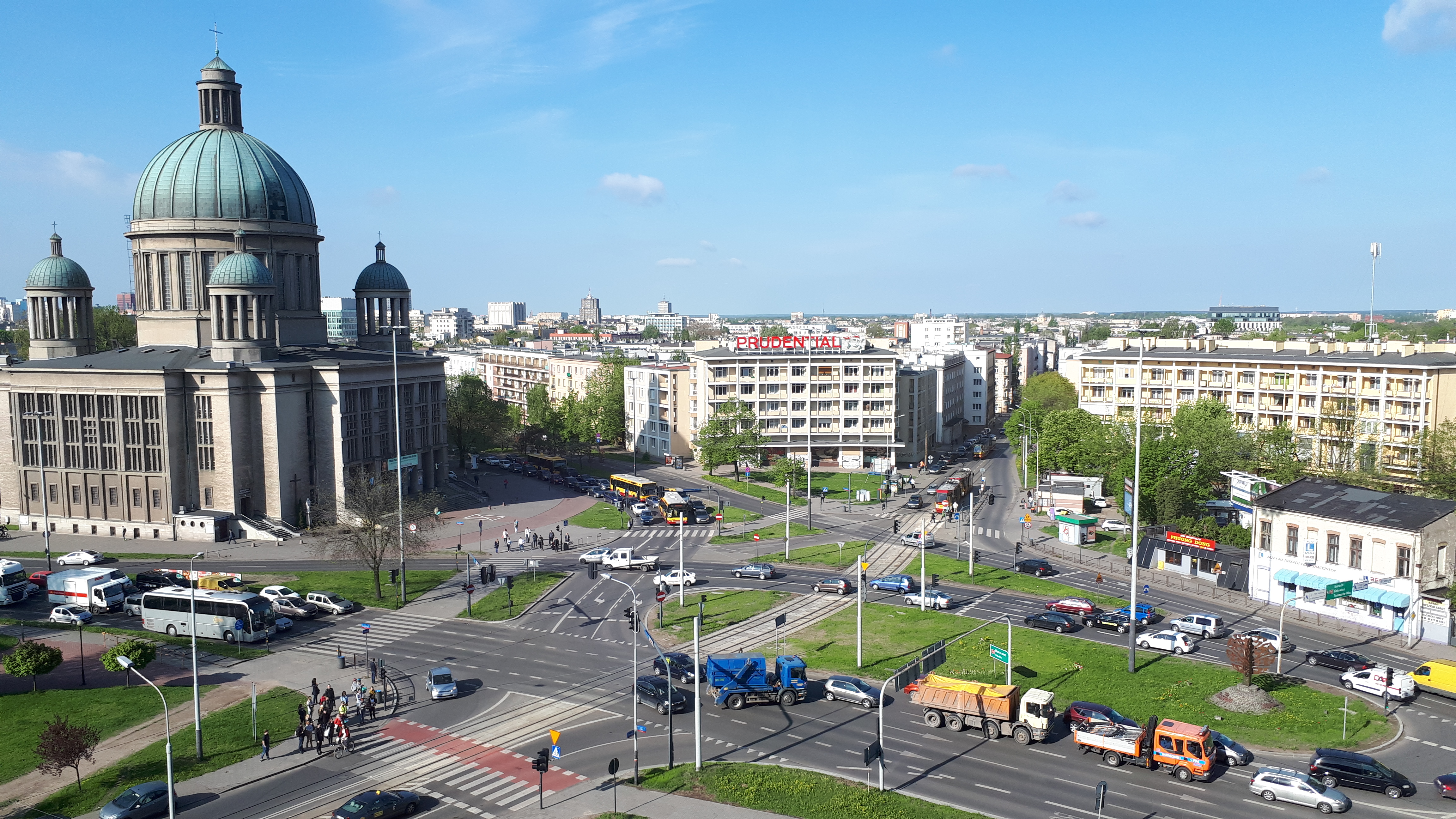
Vòng xoay đoàn kết năm 2018

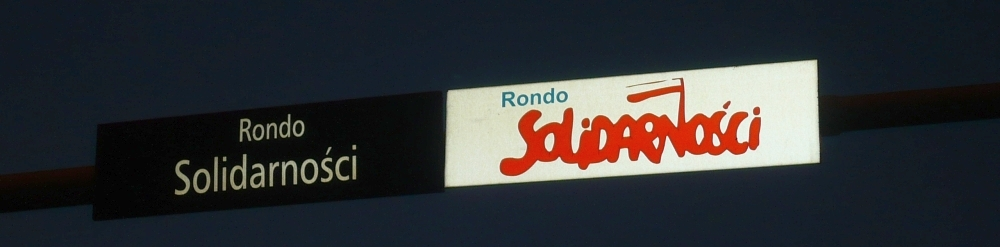
Một bảng tên cho trao đổi, được giới thiệu vào năm 2005

Vòng xuyến Solidarity (tiếng Ba Lan: Rondo Solidarności) là một nút giao thông đường bộ lớn ở thành phố Łódź của Ba Lan, là nơi giao nhau của năm con đường và phục vụ giao thông vận tải chạy qua thành phố như một phần của quốc lộ Ba Lan số 14.

## Lịch sử
Nút giao được xây dựng vào cuối những năm 1970, được khai trương vào năm 1977 như một bùng binh thực sự hội tụ ba đường phố: Pomorska, Uniwersytecka và Kopcińskiego. Ban đầu nó được đặt theo tên của Ludwik Waryński - một nhà lý luận về phong trào xã hội chủ nghĩa ở Ba Lan .
Năm 2000, nút giao đã được xây dựng lại, điều này đã dẫn đến sự hợp nhất của bùng binh với hai ngã tư gần nhất. Giao thông được điều khiển bởi một hệ thống  đèn giao thông thông minh, thích hợp với lưu lượng phương tiện giao thông đến và đi. Do các vấn đề bề mặt và ùn tắc giao thông, nó đã được sửa đổi một chút vào năm 2003.
Năm 2005, nhân lễ kỷ niệm lần thứ 25 của cuộc đình công tháng 8 năm 1980 và ký Thỏa thuận Gdańsk, Hội đồng Thành phố Łódź đã đổi tên nút giao thành Vòng xuyến Solidarity (tạm dịch: Đoàn kết). Cùng với việc thay đổi tên một tác phẩm điêu khắc - Cây đoàn kết (pol. Drzewko Solidarności) của Jacek Ojrzanowski - đã được đặt ở giữa một nút giao .

## Đặc điểm
Nút giao bao gồm 3 ngã tư:
- Đại lộ Palki - Źródłowa St,
- Đại lộ Palki / Kopcińskiego St - Pomorska St,
- Kopcińskiego St - Pomorska St - Uniwersytecka St.

Các ngã tư được kết nối với nhau bởi hai đoạn đường ngắn cho phép rẽ trái và quay vòng trên nút giao. Mỗi ngã tư đều có đèn giao thông riêng. Ngoài ra, phần trung tâm của nút giao có hình dạng của một hòn đảo cỏ, được cắt ngang bởi những đường ray xe điện chạy dọc theo đường Pomorska.
Bố cục của nút giao, kết hợp với vạch kẻ mặt đường chằng chịt và lưu lượng giao thông lớn chạy giữa Đại lộ Palki và Kopcińskiego St, thường bị chỉ trích là "khó hiểu" và "nguy hiểm".